# Марко Тодоров (революционер)
Марко Тодоров е български, свещеник, просветен деятел и националреволюционер, съратник на Васил Левски.

## Биография
Марко Тодоров е роден около 1825 г. в село Правец, Софийско. Негов баща е известният поп Тодор, който отворил килийно училище в Правец през 1820 г.Учител в селото е и по-големият брат на Марко-поп Нино.
Получава начално си образование в училището на баща си. На младини е послушник в манастир. Преди да се запопи е бил църковен певец – псалт.
В дома на поп Марко е функционирало частно училище, в което се е преподавало на български език (1858). Владее румънски, гръцки и турски език.
Свързва живота си с Рада Цолова Топалска от най-големя правешки род „Топалците“. От брака се раждат дъщерите Стана и Мария и синовете Тодор и Михаил.
През есента на 1870 г. Васил Левски е в село Правец. Отсяда в попмарковата къща. Дяконът намира радушен прием сред по-първите и будни хора в селото и основава в дома на свещеника Правешкия частен революционен комитет на ВРО с псевдоним „Рушид Ходжоолу“. Комитет един от най-дейните във ВРО. Поп Марко провежда в черквата предвидената по устав клетва на комитетските работници. Сред по-активните дейци на комитета, както съобщава съзаклятникът Васил Стаменов са Цветко Вълков Пенкин (председател), Продан Цолов Табака, Илчо Табака, Саво Вълков, Тодор Цолов Топалски, Генчо Вълков Топалски, Иван Станев Чорбана и поп Марко Тодоров. Тези хора събират младежите от селото и всеки неделен ден ги завеждали на някое скришно място, където ги карали „да се прескачат, да се борят, да се обучават с пушки да стрелят на белег, да се учат на талим и прочее“.
Спечелва доверието на Васил Левски, който при следващите си посещения в Правец често отсяда в неговия дом. Свидетелство за такова посещение намираме в показанията на комитетския куриер Дидьо Пеев от с. Голям Извор пред Следствената комисия по Арабаконашкия обир. Съобщава, че през лятото на 1872 г. посещават с Васил Левски село Правец и отсядат в хана на председателя на комитета Цветко Вълков. „Там дойдоха един еднорък даскал и един поп и заедно с Дякона отидоха в Правец“. Попът е свещеник Марко Тодоров, а даскалът е Захари поп Кирилов от Пирдоп. Специално за Апостола едно помещение в попмарковата къща е пригодено за скривалище.
Членове на Правешкия частен революционен комитет да вземат активно участие в подготовката и извършването на обира на орханийската хазна в прохода Арабаконак на 22 септември 1872 г. Един от посветените и замесени в акцията съзаклятници е поп Марко.
След предателството на обира, в края на октомври 1872 г., когато са предприети първите арести, свещеник Марко Тодоров е извикан от неподозиращите съучастието му власти в Орханийския конак. Вероятен предлог за това било извършването на изповед на заловените комитетски дейци и оказване на съдействие за получаване на информация. Става свидетел на мъченията, на които били подложени арестуваните участници в обира – бой с тояги, провесване, палене на гъба прахан под ноктите и т.н. Поп Марко направил с ръка скришен жест към затворниците, чието значение било: „Езикът да ви е отрязан! Нищо да не издавате!“.
В тази напрегната обстановка на опасявайки се ако бъде арестуван, под въздействието на мъчения да издаде комитетските тайни и другарите си, сам слага край на живота си с отрова, поставена в ястие с охлюви. Бездиханното му тяло е открито в собствената му кория в „Бабина Вутина падина“ край правешката река Градешница. Смелата и саможертвена постъпка на поп Марко има само един аналог в дотогавашната история на българското революционно движение-самоубийството на Ангел Кънчев на пристанището в Русе.
Свещеник Марко Тодоров е погребан до стената на олтара на църквата „Света Атанасий Велики“ в Правец (октомври 1872). Паметният знак, поставен на гроба му непосредствено след неговата смърт е оригинален художествено изработен каменен кръст, на който все още се чете името му – „ПОП МАРКО“. Силно повреден портрет на свещеника, рисуван приживе, е съхранен от негови потомци. Портретът се пази в Исторически музей на град Правец. На името му е наречена улица в град Правец, а домът му „Попмарковата къща“ е реставриран и обявен за паметник на културата. Функционира като музей до 1990 г. (© Павлин Ив. Цветков)